# Оппозиция (лингвистика)
Оппозиция в лингвистике — одно из понятий структурализма: существенное для смыслоразличения различие между единицами плана выражения (например, звуковое противопоставление, которое может дифференцировать значения двух слов). Такому различию соответствует различие единиц плана содержания.
Понятие оппозиции используется для разграничения языковых единиц (инвариантов) и их вариантов: инварианты способны вступать друг с другом в оппозитивные отношения, а варианты не обладают такой способностью (их отношения неоппозитивны).
Примером оппозиции на фонологическом уровне в русском языке может служить пара заднеязычных согласных фонем /k/ — /x/: они способны быть единственным средством смыслоразличения, например в паре корь — хорь. Напротив, [g] и [ɣ] являются вариантами одной фонемы, поскольку аналогичной пары для них в русском языке нет (более того, эти звуки взаимозаменяемы).
Приверженцы Московской фонологической школы приводят и другой пример: положение школы об отсутствии в русском языке самостоятельных фонем <g'>, <k'>, <x'> аргументируется тем, что названные звуки не образуют смыслоразличительных фонологических оппозиций со своими твёрдыми вариантами [g], [k], [x] и потому являются лишь вариантами фонем <g>, <k> и <x> соответственно.
В фонологической концепции Н. С. Трубецкого учение об оппозициях, включающее их классификацию, занимает центральное место. Там же вводится понятие нейтрализации — невозможность реализации в данной позиции фонологической оппозиции, реализующейся в данном языке в других позициях (так, в русском языке в позиции конца словоформы не противопоставлены звонкие и глухие шумные согласные: род [rot] — рот, в то время как перед гласными оппозиция реализуется: ротовой — родовой).